# Mariko Asabuki
Mariko Asabuki (朝吹 真理子, Furukawa Makoto) née le 19 décembre 1984 à Tokyo est une écrivaine japonaise.
Elle est née dans une famille de traducteurs littéraires, d'universitaires et de politiciens. Son père est le poète Ryoji Asabuki.
Asabuki a obtenu un doctorat à l'université Keiō, portant sur le kabuki. 
Pour son premier roman Ryūzeki (Nagare ato - Les traces), elle est récompensée en 2010 du prix Bunkamura des Deux Magots. 
En 2011, alors qu'elle est encore étudiante, elle publie son deuxième roman, Kikotowa (きことわ), pour lequel elle reçoit le Prix Akutagawa.
Mariko Asabuki est mariée au designer Kōtarō Watanabe.

## Œuvres
Fiction
- 流跡 (Ryūseki - Trâces), Shinchosha, 2010,  (ISBN 9784103284611)
- きことわ (Kikotowa), Shinchosha, 2011,  (ISBN 9784103284628)
- TIMELESS, Shinchosha, 2018,  (ISBN 9784103284635)

Nonfiction
- 抽斗のなかの海 (Hikidashi no naka no Umi - La mer dans le tiroir), Chuokoron-Shinsha, 2019,  (ISBN 9784120052002)